# 迈克·霍尔 (篮球运动员)
迈克尔·霍鲁斯·霍尔（英語：Michael Horus Hall，1984年6月5日—）為美国男子篮球运动员。

## 外部連結
- 迈克·豪尔在fiba.basketball（英语）
- 迈克·豪尔在NBA官網（英语）
- 迈克·豪尔在NBA G聯盟官網（英语）
- 迈克·豪尔在西班牙篮球甲级联赛官網（球員）（西班牙语）
- 迈克·豪尔在TBLStat.net（英语）
- 迈克·豪尔在意大利篮球甲级联赛官網（意大利语）
- 迈克·豪尔在Basketball-Reference.com（NBA）（英语）
- 迈克·豪尔在Basketball-Reference.com（NBA G聯盟）（英语）
- 迈克·豪尔在Basketball-Reference.com（國際）（英语）
- 迈克·豪尔在Sports-Reference.com（NCAA）（英语）
- 迈克·豪尔在Eurobasket.com（球員）（英语）
- 迈克·豪尔在Proballers（英语）
- 迈克·豪尔在RealGM（球員）（英语）